# Ludo Martens
Ludo Martens (Torhout, Bélgica, 12 de marzo de 1946 – 5 de junio de 2011) fue un historiador y político belga, conocido por su trabajo sobre el África francófona y la Unión Soviética. Fue también fundador y primer presidente del comunista Partido del Trabajo de Bélgica (PTB).

## Biografía
Nacido en una familia acomodada de Torhout, una ciudad de la provincia de Flandes Occidental, de joven estudió lenguas extranjeras en Wingene. En 1965 entró en la Facultad de Medicina de su universidad y comenzó a organizarse en un grupo de estudiantes católicos. Poco tiempo después abrazaría el marxismo-leninismo.
En 1968 fue uno de los fundadores de la revista teórica AMADA, siglas en flamenco del lema comunista «¡Todo el poder para los obreros!». Esta revista sería el germen del PTB, surgido en 1979. La revista AMADA se consideraba alineada ideológicamente con el Partido Comunista de China, en pleno cisma entre la Unión Soviética y la República Popular China, que afectó a la práctica totalidad de los partidos comunistas del mundo. 
Tras la muerte de Mao, Martens y su organización fueron distanciándose de la República Popular China, hasta que a mediados de la década de 1980 el PTB abandonó el maoísmo y sus furibundas campañas antisoviéticas, que llegaron incluso a apoyar un fortalecimiento de la OTAN en Europa como contrapeso al Pacto de Varsovia.
En 1999 dimitió de su puesto en la dirección del PTB para trasladarse a la República Democrática del Congo. No obstante, continuó escribiendo ensayos políticos para el PTB desde su exilio voluntario en Kinshasa.
Aunque escribió la mayor parte de sus obras en francés, su obra más conocida, Otra mirada sobre Stalin, ha sido traducida a numerosos idiomas.
Martens falleció, víctima del cáncer que padecía, en la mañana del 5 de junio de 2011.

## Ludo Martens yOtra mirada sobre Stalin
En 1994 Martens publica su obra Otra mirada sobre Stalin, un libro en el que reconstruye la historia de la Unión Soviética durante los años de gobierno de Stalin, obra que pone en tela de juicio, particularmente, los datos de la historiografía convencional sobre las colectivizaciones y la Gran Purga de la década de 1930. En la introducción del libro, Martens explica las motivaciones que lo llevaron a escribir dicho libro: 

«La defensa del trabajo y las decisiones de Stalin es defender el marxismo-leninismo, y esto es algo importante para prepararnos en la lucha de clases bajo el Nuevo Orden Mundial».
Otra mirada sobre Stalin (Ludo Martens)

Martens declaraba que este libro sirve para comprobar científicamente «las mentiras de la burguesía» y la falsificación que hacen estos de la historia, tanto con los sucesos del pasado como los presentes.
En la obra, Ludo Martens considera como las causas principales de los sucesos de Ucrania en 1932, conocidos como Holodomor, la acción de los enemigos de clase de la URSS y las precarias condiciones de vida del campesinado ucraniano. Con respecto al autor de Archipiélago Gulag, el disidente soviético Alexander Solzhenitsyn, Martens afirmaba:

«Este hombre se ha convertido en portavoz de ese 5% de la población formado por zaristas, burgueses, especuladores, kulaks, explotadores, mafiosos y vlasovianos, todos ellos legitimamente reprimidos por un Estado socialista».
Otra mirada sobre Stalin (Ludo Martens)

## La teórica y política de Ludo Martens
Martens fue un eminente teórico del movimiento marxista-leninista posterior a la URSS, por lo que frecuentemente se lo ha calificado como culpable de «apología del estalinismo». Dentro del movimiento comunista internacional, destacó por su afán de unificar a las cuatro principales tendencias del marxismo-leninismo, a saber, las tendencias prosoviéticas, procubanas, prochinas y proalbanesas. En este sentido, trabajó para que el PTB organizase anualmente en Bruselas el Seminario Comunista Internacional, en el que participan aproximadamente 150 partidos y organizaciones políticas de todo el mundo.

## Obras de Ludo Martens
- Pierre Mulele o la segunda vida de Patrice Lumumba (1985)
- Sankara, Compaoré y la revolución de Burkina Faso (1989)
- Abo: una mujer del Congo (1992)
- La URSS y la contrarrevolución de terciopelo (1991)
- Otra mirada sobre Stalin (1994)
- Kabila y la Revolución Congoleña: la elección entre panafricanismo y neocolonialismo (2002)